# Stephen Stucker
Stephen Stucker (né le 2 juillet 1947 -  mort le 13 avril 1986) était un acteur américain spécialisé dans les rôles comiques. 

## Biographie
Il fut l'un des premiers acteurs à annoncer publiquement qu'il était atteint du SIDA, une maladie qui allait l'emporter à l'âge de seulement 38 ans.
Il a été crématisé et placé dans la Chapel of the Chimes à Oakland - Californie.

## Filmographie

### Acteur

#### Cinéma
- 1975 : Delinquent School Girls : Bruce Wilson
- 1977 : Cracking Up : Bruce 'Tushy' Smith
- 1977 : Hamburger film sandwich : Stenographer (segment "Courtroom")
- 1980 : Y a-t-il un pilote dans l'avion? : Johnny Henshaw-Jacobs
- 1982 : Jimmy the Kid de Gary Nelson : Voisin
- 1982 : Y a-t-il enfin un pilote dans l'avion ? : Jacobs / Courtroom Clerk
- 1983 : Un fauteuil pour deux : Stationmaster
- 1984 : Orphelins à louer : Dr. Bender
- 1985 : Hot Resort : Bobby Williams
- 1988 : The Wizard of Speed and Time : Piano Choreographer

#### Télévision

##### Séries télévisées
- 1982 : Mork & Mindy : Billy Vincent

### Parolier

#### Cinéma
- 1975 : Delinquent School Girls